# Lista över fågelsläkten i Sverige
Det här är en lista över fågelsläkten i Sverige sorterad alfabetiskt efter släktenas vetenskapliga namn. Listan innehåller vetenskapliga släktesnamn samt svenska artnamn för de fåglar som finns i lista över fåglar i Sverige.

## A
- Acanthis
  - Gråsiska
- Accipiter
  - Sparvhök
- Acrocephalus
  - Sävsångare
  - Busksångare
  - Kärrsångare
  - Rörsångare
  - Trastsångare
- Actitis
  - Drillsnäppa
- Aegithalos
  - Stjärtmes
- Aegolius
  - Pärluggla
- Aix
  - Mandarinand
- Alauda
  - Sånglärka
- Alca
  - Tordmule
- Alcedo
  - Kungsfiskare
- Alle
  - Alkekung
- Alopochen
  - Nilgås
- Anarhynchus
  - Svartbent strandpipare
- Anas
  - Gräsand
  - Kricka
  - Stjärtand
- Anser
  - Stripgås
  - Grågås
  - Fjällgås
  - Bläsgås
  - Tundragås
  - Spetsbergsgås
  - Sädgås
- Anthus
  - Fältpiplärka
  - Större piplärka
  - Trädpiplärka
  - Rödstrupig piplärka
  - Ängspiplärka
  - Skärpiplärka
  - Vattenpiplärka
- Apus
  - Tornseglare
- Aquila
  - Kungsörn
- Ardea
  - Ägretthäger
  - Gråhäger
- Ardenna
  - Grålira
- Arenaria
  - Roskarl
- Asio
  - Jorduggla
  - Hornuggla
- Astur
  - Duvhök
- Aythya
  - Brunand
  - Vigg
  - Bergand

## B
- Bombycilla
  - Sidensvans
- Botaurus
  - Rördrom
- Branta
  - Prutgås
  - Rödhalsad gås
  - Kanadagås
  - Vitkindad gås
- Bubo
  - Fjälluggla
  - Berguv
- Bucephala
  - Knipa
- Buteo
  - Fjällvråk
  - Ormvråk

## C
- Calandrella
  - Korttålärka
- Calcarius
  - Lappsparv
- Calidris
  - Kustsnäppa
  - Myrsnäppa
  - Brushane
  - Spovsnäppa
  - Mosnäppa
  - Sandlöpare
  - Kärrsnäppa
  - Skärsnäppa
  - Tuvsnäppa
  - Småsnäppa
- Caprimulgus
  - Nattskärra
- Carduelis
  - Steglits
- Carpodacus
  - Rosenfink
- Cecropis
  - Rostgumpsvala
- Cepphus
  - Tobisgrissla
- Certhia
  - Trädkrypare
  - Trädgårdsträdkrypare
- Charadrius
  - Större strandpipare
- Chlidonias
  - Vitvingad tärna
  - Svarttärna
- Chloris
  - Grönfink
- Chroicocephalus
  - Skrattmås
- Ciconia
  - Svart stork
  - Vit stork
- Cinclus
  - Strömstare
- Circus
  - Stäpphök
  - Blå kärrhök
  - Ängshök
  - Brun kärrhök
- Clanga
  - Större skrikörn
  - Mindre skrikörn
- Clangula
  - Alfågel
- Coccothraustes
  - Stenknäck
- Columba
  - Ringduva
  - Klippduva
  - Skogsduva
- Coloeus
  - Kaja
- Coracias
  - Blåkråka
- Corvus
  - Råka
  - Korp
  - Kråka
- Coturnix
  - Vaktel
- Crex
  - Kornknarr
- Cuculus
  - Gök
- Curruca
  - Höksångare
  - Ärtsångare
  - Törnsångare
- Cyanistes
  - Blåmes
- Cygnus
  - Knölsvan
  - Mindre sångsvan
  - Sångsvan

## D
- Delichon
  - Hussvala
- Dendrocopos
  - Vitryggig hackspett
  - Större hackspett
- Dryobates
  - Mindre hackspett
- Dryocopus
  - Spillkråka

## E
- Emberiza
  - Sävsparv
  - Dvärgsparv
  - Videsparv
  - Kornsparv
  - Ortolansparv
  - Gulsparv
- Eremophila
  - Berglärka
- Erithacus
  - Rödhake
- Eudromias
  - Fjällpipare

## F
- Falco
  - Tornfalk
  - Aftonfalk
  - Stenfalk
  - Lärkfalk
  - Pilgrimsfalk
  - Jaktfalk
- Ficedula
  - Mindre flugsnappare
  - Halsbandsflugsnappare
  - Svartvit flugsnappare
- Fratercula
  - Lunnefågel
- Fringilla
  - Bergfink
  - Bofink
- Fulica
  - Sothöna
- Fulmarus
  - Stormfågel

## G
- Galerida
  - Tofslärka
- Gallinago
  - Dubbelbeckasin
  - Enkelbeckasin
- Gallinula
  - Rörhöna
- Garrulus
  - Nötskrika
- Gavia
  - Smålom
  - Svartnäbbad islom
  - Vitnäbbad islom
  - Storlom
- Gelochelidon
  - Sandtärna
- Glaucidium
  - Sparvuggla
- Grus
  - Trana
- Gulosus
  - Toppskarv

## H
- Haematopus
  - Strandskata
- Haliaeetus
  - Havsörn
- Hippolais
  - Härmsångare
  - Ladusvala
- Hydrobates
  - Stormsvala
  - Klykstjärtad stormsvala
- Hydrocoloeus
  - Dvärgmås
- Hydroprogne
  - Skräntärna

## I
- Ichthyaetus
  - Svarthuvad mås

## J
- Jynx
  - Göktyta

## L
- Lagopus
  - Fjällripa
  - Dalripa
- Lanius
  - Varfågel
  - Rödhuvad törnskata
  - Svartpannad törnskata
  - Törnskata
- Larus
  - Fiskmås
  - Kaspisk trut
  - Gråtrut
  - Medelhavstrut
  - Havstrut
  - Vittrut
  - Silltrut
  - Vitvingad trut
- Limosa
  - Myrspov
  - Rödspov
- Linaria
  - Vinterhämpling
  - Hämpling
- Locustella
  - Flodsångare
  - Vassångare
  - Gräshoppsångare
- Lophophanes
  - Tofsmes
- Loxia
  - Bändelkorsnäbb
  - Mindre korsnäbb
  - Större korsnäbb
- Lullula
  - Trädlärka
- Luscinia
  - Näktergal
  - Blåhake
- Lymnocryptes
  - Dvärgbeckasin
- Lyrurus
  - Orre

## M
- Mareca
  - Snatterand
  - Bläsand
- Melanitta
  - Sjöorre
  - Vitnackad svärta
  - Svärta
- Mergellus
  - Salskrake
- Mergus
  - Småskrake
  - Storskrake
- Merops
  - Biätare
- Milvus
  - Röd glada
  - Brun glada
- Morus
  - Havssula
- Motacilla
  - Forsärla
  - Gulärla
  - Citronärla
  - Sädesärla
- Muscicapa
  - Grå flugsnappare

## N
- Netta
  - Rödhuvad dykand
- Nucifraga
  - Nötkråka
- Numenius
  - Småspov
  - Storspov

## O
- Oenanthe
  - Stenskvätta
- Oriolus
  - Sommargylling
- Oxyura
  - Amerikansk kopparand

## P
- Pandion
  - Fiskgjuse
- Panurus
  - Skäggmes
- Parus
  - Talgoxe
- Passer
  - Pilfink
  - Gråsparv
- Pastor
  - Rosenstare
- Perdix
  - Rapphöna
- Periparus
  - Svartmes
- Perisoreus
  - Lavskrika
- Pernis
  - Bivråk
- Phalacrocorax
  - Storskarv
- Phalaropus
  - Brednäbbad simsnäppa
  - Smalnäbbad simsnäppa
- Phasianus
  - Fasan
- Phoenicurus
  - Svart rödstjärt
  - Rödstjärt
- Phylloscopus
  - Grönsångare
  - Tajgasångare
  - Bergtajgasångare
  - Kungsfågelsångare
  - Videsångare
  - Brunsångare
  - Lövsångare
  - Gransångare
  - Nordsångare
  - Lundsångare
- Pica
  - Skata
- Picoides
  - Tretåig hackspett
- Picus
  - Gråspett
  - Gröngöling
- Pinicola
  - Tallbit
- Plectrophenax
  - Snösparv
- Pluvialis
  - Kustpipare
  - Ljungpipare
- Podiceps
  - Svarthakedopping
  - Gråhakedopping
  - Skäggdopping
  - Svarthalsad dopping
- Poecile
  - Entita
  - Talltita
  - Lappmes
- Polysticta
  - Alförrädare
- Porzana
  - Småfläckig sumphöna
- Prunella
  - Järnsparv
- Puffinus
  - Mindre lira
- Pyrrhula
  - Domherre

## R
- Rallus
  - Vattenrall
- Recurvirostra
  - Skärfläcka
- Regulus
  - Brandkronad kungsfågel
  - Kungsfågel
- Remiz
  - Pungmes
- Riparia
  - Backsvala
- Rissa
  - Tretåig mås

## S
- Saxicola
  - Buskskvätta
  - Svarthakad buskskvätta
- Scolopax
  - Morkulla
- Serinus
  - Gulhämpling
- Sitta
  - Nötväcka
- Somateria
  - Praktejder
  - Ejder
- Spatula
  - Årta
  - Skedand
- Spinus
  - Grönsiska
- Stercorarius
  - Kustlabb
  - Fjällabb
  - Bredstjärtad labb
  - Storlabb
- Sterna
  - Silvertärna
  - Fisktärna
- Sternula
  - Småtärna
- Streptopelia
  - Turturduva
  - Turkduva
- Strix
  - Kattuggla
  - Slaguggla
  - Lappuggla
- Sturnus
  - Stare
- Surnia
  - Hökuggla
- Sylvia
  - Svarthätta
  - Trädgårdssångare

## T
- Tachybaptus
  - Smådopping
- Tadorna
  - Gravand
  - Rostand
- Tarsiger
  - Tajgablåstjärt
- Tetrao
  - Tjäder
- Tetrastes
  - Järpe
- Thalasseus
  - Kentsk tärna
- Thinornis
  - Mindre strandpipare
- Tringa
  - Skogssnäppa
  - Dammsnäppa
  - Grönbena
  - Rödbena
  - Svartsnäppa
  - Gluttsnäppa
- Troglodytes
  - Gärdsmyg
- Turdus
  - Dubbeltrast
  - Taltrast
  - Koltrast
  - Rödvingetrast
  - Björktrast
  - Ringtrast
- Tyto
  - Tornuggla

## U
- Upupa
  - Härfågel
- Uria
  - Sillgrissla
  - Spetsbergsgrissla
- Vanellus
  - Tofsvipa
- Xenus
  - Tereksnäppa

## X
- Xema
  - Tärnmås

## Z
- Zapornia
  - Mindre sumphöna